# Alaptus pygidialis
Alaptus pygidialis är en stekelart som beskrevs av Dmitriy Alekseevich Ogloblin 1959. Alaptus pygidialis ingår i släktet Alaptus och familjen dvärgsteklar.
Artens utbredningsområde är Ecuador. Inga underarter finns listade i Catalogue of Life.